# Pozdravljen, ljubljanski škof!
 Pozdravljen, ljubljanski škof!  je neobjavljena igra Jožeta Vombergarja iz leta 1949, ki je nastala ob obisku škofa Rožmana v Buenos Airesu.

## Vsebina
Slovenci v Buenos Airesu se pripravljajo na sprejem škofa Rožmana, fantje postavljajo mlaje, dekleta pletejo vence. Zbirajo se z vseh koncev, iz Bariloch, Mendoze, Cordobe, Ria Negra itn. Vrnjeni domobranec Tine, ki je preživel smrtno brezno, je prinesel v sebi 12.000 pobitih tovarišev, vsi se bodo poklonili škofu, ki kot dober pastir išče svojo čredo. Skupino v narodne noše oblečenih deklet si ogleduje tudi Majdič, ekonomski emigrant s Krasa, ki že dvajset let živi v Argentini; rad bi sinu pokazal narodne noše, čeprav ga ni naučil slovensko. V pogovoru z Minko ugotovita, da je Minkin fant Jurij njegov sin, ki je šel med domobrance; oče mu je to zameril, noče odgovarjati na njegova pisma, ker se je boril za Nemce. Okoli stoječi ugovarjajo, Peter pa Majdiču pove, da so se borili le zoper komunizem in za slovenstvo, le branili so se pred nasiljem komunistov, ki so izkoristili okupacijo, da so jih pobijali. Pa ni šlo samo za življenje, šlo je za vero vsega naroda, za to, ali bomo še kristjani. Kot je povedal sam papež: ali bo vladal čez svet Kristus ali Antikrist. Boj zoper okupatorje je bil le pretveza, saj komunisti še zdaj zapirajo in more, požigajo cerkve, jih spreminjajo v plesišča, brez sodbe obsojajo duhovnike. In če je mladi Majdič branil svet pred naskokom hudiča, je zato vreden, da ga lastni oče zavrže? Naroda ni ljubil tisti, ki ga je z ubijanjem trebil, ampak tisti, ki ga je reševal! Majdič je v zadregi, negotov in ko zagleda sina v narodni noši, si ne more kaj, da ne bi objel postavnega mladeniča. Vtem se oglasijo zvonovi, tik za tem poči možnar, ljudje z vzkliki in mahanjem pozdravljajo svojega škofa. Ko Prevzvišeni stopi na oder, ga pozdravi deklica, mu izroči slovenski šopek in ga v kratki pesmici prosi, naj jih osrči s svojo očetovsko besedo. Nato spregovori Prevzvišeni …